# Палац урочистих обрядів (Тбілісі)
Палац урочистих обрядів або Палац одруження (груз. ქორწინების სახლი) був побудований в Тбілісі в 1985 році.

## Історія
Будівля побудована в Тбілісі в 1980-1985 роках за проектом архітекторів Віктора Джорбенадзе і Важі Орбеладзе для проведення урочистих обрядів.
Приїжджі знаменитості часто запрошувалися до Палацу, серед них Маргарет Тетчер, яка була запрошена на грузинську танцювальну виставу під час свого візиту в 1987 році; фронтмен Deep Purple Ієн Гіллан, який відновив свої клятви з дружиною Брон під час гастролей в 1990 році.
Після відновлення незалежності Грузії палац виявився незатребуваним і кілька років простояв покинутим.
Після покупки в 2002 році будівлі підприємцем Бадрі Патаркацишвілі воно стало житловим і придбало також назву палац «Аркадія» по імені власника. Патаркацишвілі, після смерті в 2008 році, був похований в саду палацу.
У 2013 році Палац був зданий в оренду приватній компанії, яка в даний час проводить весілля, збір коштів та корпоративні заходи.

## Архітектура
Архітектурне рішення Палацу урочистих обрядів нерідко порівнюють з храмовою архітектурою. Так, наприклад, головний редактор журналу «Citizen K» Фредерік Шобен сказав: Палац урочистих обрядів у Тбілісі — немов собор з іншого, ілюзорного світу.
Експерти відзначають схожість стилістичних рішень Джорбенадзе і Орбеладзе, реалізованих при будівництві палацу, з архітектурою модерністських церков Ле Корбюзьє і Оскара Німеєра.
Також зазначається, що для палацу використовувалися рішення біонічної архітектури.

## Зображення

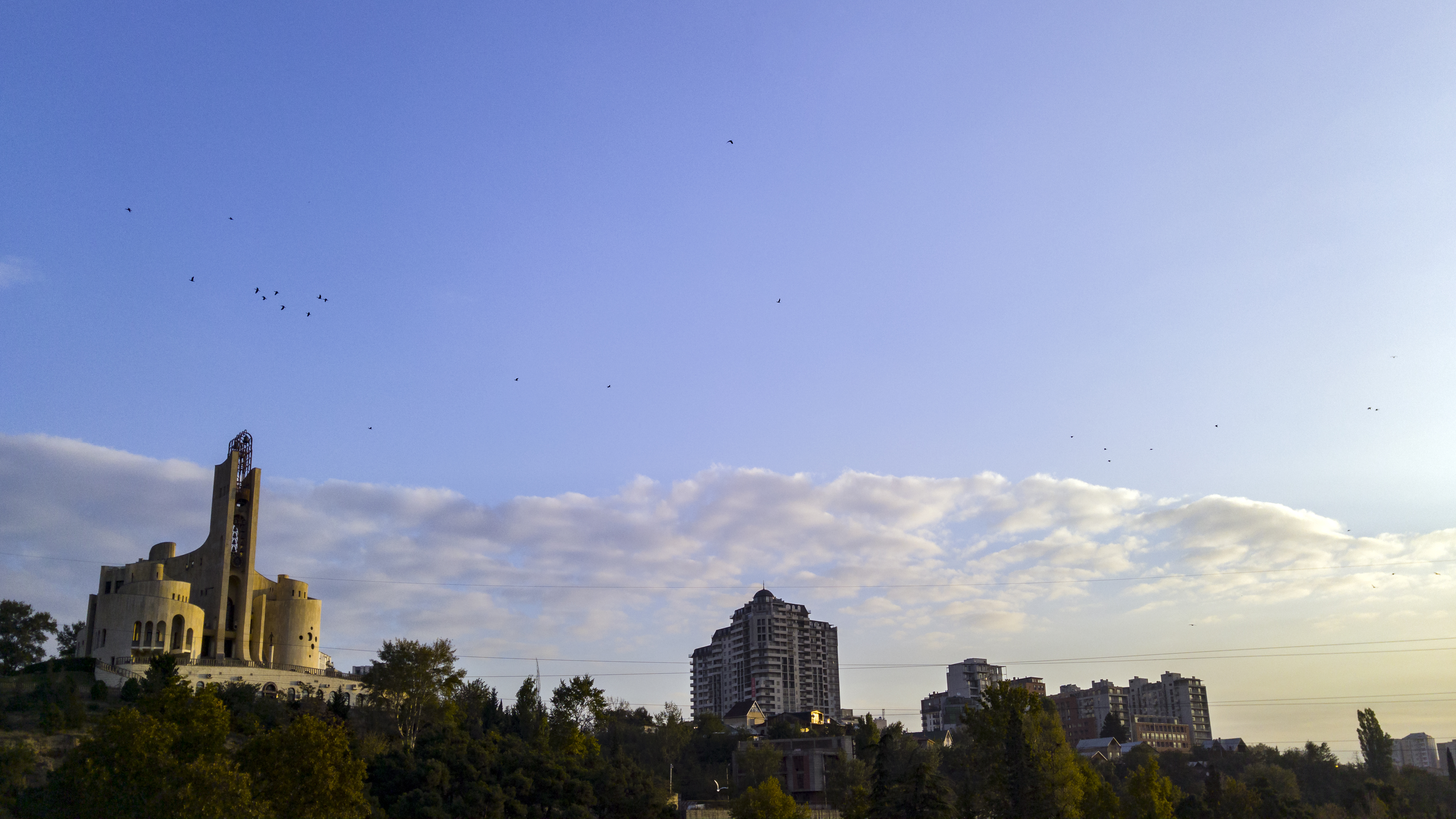